# Pulko
Pulko je priimek več znanih oseb:
- Aleksander Dimitrijevič Pulko-Dimitrijev, sovjetski general
- Benka Pulko (*1967), svetovna popotnica, publicistka in fotografinja
- Franc Pulko (1950–2012), častnik SV
- Radovan Pulko (*1971), zgodovinar in geograf
- Simona Pulko, slovenistka
- Valentin Pulko (1871—?), šolnik